# Cercosaura nigroventris
Espèce
Synonymes
- Prionodactylus nigroventris Gorzula & Señaris, 1999

Cercosaura nigroventris est une espèce de sauriens de la famille des Gymnophthalmidae.

## Répartition
Cette espèce est endémique de l'État de Bolívar au Venezuela. Elle a été découverte sur le Cerro Guanay dans la Serranía de Guanay.

## Publication originale
- Gorzula & Señaris, 1999 : Contribution to the herpetofauna of the Venezuelan Guayana. I : a data base. Scientia Guaianae, Caracas, no 8, p. 1-269.